# Openclassrooms
Openclassrooms es una plataforma de educación virtual nacida en noviembre de 1999 con el fin de brindar oferta de educación masiva a la población (Massive Online Open Course), con cursos en inglés y otros idiomas como el español y francés. Openclassrooms ofrece cursos, tanto gratuitos como de pago, sobre temas variados a niveles universitarios, pero abiertos a todos los sectores de la población.
En 2017, Openclassrooms ya contaba con 1.0 millones de estudiantes.